# Cintura di Gould

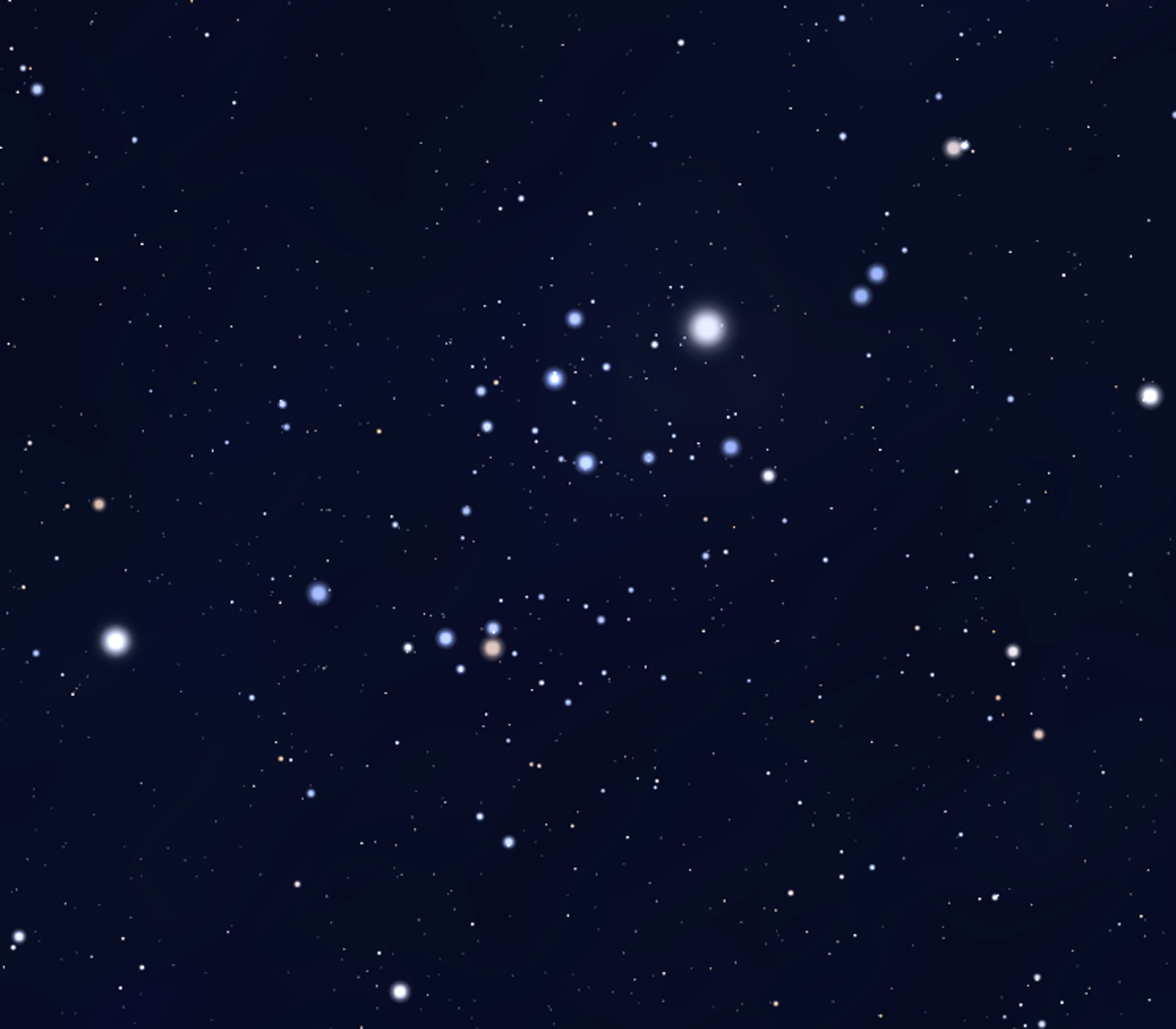
L'Ammasso di Alfa Persei, parte della Cintura di Gould.

La Cintura di Gould è un anello parziale di stelle esteso per circa 3000 anni luce, inclinato attorno al piano galattico di circa 16-20 gradi. Contiene un gran numero di stelle di classe spettrale O e B, e potrebbe rappresentare il braccio di spirale locale di cui il Sole è un membro, a circa 325 anni luce dal suo centro. Si pensa che abbia un'età compresa fra i 30 e i 50 milioni di anni, e la sua origine non è nota; il suo nome deriva da quello di Benjamin Gould, che fu il primo che la identificò nel 1879. Tra le stelle appartenenti alla Cintura di Gould vi sono gran parte delle stelle blu vicine appartenenti alle costellazioni di Cassiopea, Perseo, Toro, Orione, Cane Maggiore (eccetto la stella Sirio), ex Nave Argo (Poppa, Carena e Vele), Croce del Sud, Centauro, Lupo e Scorpione.

## Aspetto
La Cintura di Gould ha una forma rozzamente ellittica, con un semiasse compreso fra 354 ± 5 e 232 ± 5 pc (1154 e 756 anni luce), un'altezza di 60 pc (circa 200 al) e un'inclinazione compresa fra 16 e 20 gradi rispetto al piano della Via Lattea. Il centro della cintura è formato dall'associazione Perseus OB3, un membro dell'associazione Taurus-Cassiopeia. La posizione del Sole è quasi a metà via tra Per OB3 e Sco OB2, una parte dell'associazione Scorpius-Centaurus.
La cintura è in via di espansione e ruota attorno al suo centro in modo leggermente diverso dalla rotazione galattica, così che la sua eccentricità aumenta in modo disomogeneo: l'asse maggiore cresce più rapidamente dell'asse minore.

## Origine e sviluppo
Gli astronomi tendono ad assegnare a questa struttura dinamica un'età di circa 20-30 milioni di anni, e prevedono che le stelle in essa contenute possano vivere ancora per un periodo di 60 milioni di anni; il suo processo di creazione non è del tutto chiarito e ci sono in merito diverse teorie. Vari scenari ipotizzati assumono che il passaggio di una nube ad alta velocità attraverso il braccio della Via Lattea causò un incremento della formazione stellare, a cui seguirono molte esplosioni di supernovae; successivamente a ciò si sarebbe formata la cintura. Il punto più probabile in cui avrebbe avuto luogo il fenomeno di formazione che fece scattare la serie di supernovae è quello del gruppo Per OB3.

## Storia delle osservazioni
Nel 1847 John Herschel notò per primo che molte stelle brillanti, specialmente quelle dell'associazione Scorpius-Centaurus, non sono orientate secondo il piano della Via Lattea, ma si dispongono a nord di essa, con un angolo di inclinazione diverso da quello della scia della Galassia. Nel 1874 Benjamin Gould compì degli studi su questa inclinazione; la cintura di stelle prese in seguito il suo nome. Negli anni sessanta Per Olof Lindblad notò che la parte esterna della cintura era circondata da una struttura ad anello in espansione di gas ionizzato; negli anni ottanta furono scoperte anche una serie di nebulose oscure associate con questa struttura. Nel 1974 venne infine scoperta la sua estensione spaziale.